# إسحاق كامبل
إسحاق كامبل هو سياسي كندي، ولد في 19 يونيو 1853، وتوفي في 13 أغسطس 1929.